# Coleophora pauperculella
Coleophora pauperculella é uma espécie de mariposa do gênero Coleophora pertencente à família Coleophoridae.